# Tebaldi-Zari
Tebaldi-Zari là một mẫu thử máy bay tiêm kích của Ý, chế tạo năm 1919.

## Quốc gia sử dụng
- Italy

## Tính năng kỹ chiến thuật
Dữ liệu lấy từ Green, William, and Gordon Swanborough The Complete Book of Fighters: An Illustrated Encyclopedia of Every Fighter Aircraft Built and Flown, New York: SMITHMARK Publishers, 1994, ISBN 0-8317-3939-8
Đặc điểm tổng quát
- Kíp lái: 1
- Chiều dài: 7.80 m (25 ft 7 in)
- Sải cánh: 9.00 m (29 ft 6⅓ in)
- Chiều cao: 2.00 m (6 ft 6¾ in)
- Diện tích cánh: 22.00 m2 (236.81 ft2)
- Trọng lượng rỗng: 825 kg (1.819 lb)
- Trọng lượng có tải: 1.100 kg (2.425 lb)
- Powerplant: 1 × Hispano-Suiza HS 42, 224 kW (300 hp) mỗi chiếc

Hiệu suất bay
- Vận tốc cực đại: 255 km/h (158 mph)
- Thời gian bay: 3 giờ

Vũ khí trang bị
- 2 × súng máy 7,7 mm (0.303 in)